# Die Goldbergs
Die Goldbergs ist eine US-amerikanische Comedyserie von Adam F. Goldberg, die zwischen 2013 und 2023 von ABC ausgestrahlt wurde. Die Serie wurde von Happy Madison Productions produziert.
Mit Schooled ging am 9. Januar 2019 ein Ableger der Serie auf Sendung, der jedoch im Mai 2020 nach zwei Staffeln abgesetzt wurde.
Am 14. Mai 2021 wurde die Serie um eine neunte Staffel verlängert. Am 22. September 2021 feierte die neunte Staffel Premiere.
Im April 2022 wurde die Serie um eine zehnte Staffel verlängert. Im Februar 2023 wurde die Einstellung der Serie nach der zehnten Staffel bekannt gegeben. Das Serienfinale wurde am 3. Mai 2023 ausgestrahlt.

## Inhalt

### Setting
Die Serie spielt in den 1980er Jahren in den USA und behandelt das Leben der fiktiven Familie Goldberg, die lose auf der Familie des Serienerfinders Adam Goldberg basiert. Der jüngste Sohn der Familie Goldberg, Adam, filmt das Leben mit einer Videokamera. Die Serie wird angereichert mit Videoaufnahmen der realen Familie Goldberg, die der Serienautor Adam F. Goldberg von seiner Familie gedreht hat.
Genaue Jahreszahlen werden für die einzelnen Folgen nicht genannt („irgendwas in den 80ern“), allerdings lassen sich unter anderem durch Musik und geschichtliche Ereignisse, wie etwa die Hochzeit von Prinz Charles und Lady Diana, dann doch Daten „recherchieren“. Außerdem sind die Episoden der jeweiligen Staffeln in einer nicht-chronologischen Reihenfolge gedreht.
Erzählt wird die Geschichte durch ein Voice-over des mittlerweile erwachsenen Adam.

### Handlung
Beverly Goldberg, Hausfrau und Mutter, ist mit dem Möbelverkäufer Murray verheiratet und hat mit ihm drei Kinder. Barry und Erica stecken in den Wirrungen der Pubertät. Adam ist noch etwas jünger und dokumentiert das Leben seiner Familie mit einer Videokamera. Hilfe in allen Lebensfragen erhält er von seinem Großvater mütterlicherseits Albert Solomon. Zwischen der neunten und der zehnten Staffel stirbt Murray Goldberg den Serientod.

## Besetzung und Synchronisation
Die deutsche Synchronisation entsteht nach Dialogbüchern von Carsten Bengelsdorf, Tanja Schmitz und Sigrid Scheurer unter der Dialogregie von Michael Pan durch die Synchronfirma VSI Synchron in Berlin. Wegen unangemessenen Verhaltens wurde Hauptdarsteller Jeff Garlin aus der Serie entlassen.

### Hauptbesetzung
| Rollenname                   | Schauspieler/in      | Hauptrolle (Episode) | Nebenrolle (Episode) | Gastrolle (Episode) | Synchronsprecher/in |
| ---------------------------- | -------------------- | -------------------- | -------------------- | ------------------- | ------------------- |
| Adam F. Goldberg (Kind)      | Sean Giambrone       | 1.01–10.22           |                      |                     | Henning Berg        |
| Adam F. Goldberg (Erwachsen) | Patton Oswalt        | 1.01–10.22           |                      |                     | Michael Pan         |
| Beverly Goldberg             | Wendi McLendon-Covey | 1.01–10.22           |                      |                     | Daniela Hoffmann    |
| Murray Goldberg †            | Jeff Garlin          | 1.01–9.22            |                      |                     | Detlef Bierstedt    |
| Barry Goldberg               | Troy Gentile         | 1.01–10.22           |                      |                     | Julius Jellinek     |
| Erica Goldberg               | Hayley Orrantia      | 1.01–10.22           |                      |                     | Maximiliane Häcke   |
| „Madman“ Geoff Schwartz      | Sam Lerner           | 5.01–10.22           |                      |                     | Christian Zeiger    |
| Albert „Pops“ Solomon †      | George Segal †       | 1.01–8.16            |                      |                     | Uli Krohm           |
| Lainey Lewis                 | AJ Michalka          | 3.01–4.24            | 1.15–2.24 5.05–6.11  | 7.22, 8.20          | Esra Vural          |

### Nebendarsteller
| Rollenname                    | Schauspieler/in           | Nebenrolle (Episode) | Gastrolle (Episode) | Synchronsprecher/in                 |
| ----------------------------- | ------------------------- | -------------------- | ------------------- | ----------------------------------- |
| Vic                           | Cedric Yarbrough          | 1.03–2.23 7.04–      |                     | Rainer Fritzsche                    |
| Virginia Kremp                | Jennifer Irwin            | 1.08–                |                     | Cathlen Gawlich                     |
| Jonathan „Andre“ Glascott     | Tim Meadows               | 1.11–                |                     | Peter Reinhardt                     |
| Dave Kim                      | Kenny Ridwan              | 1.15–                |                     | David Kunze                         |
| Emmy Mirsky                   | Stephanie Katherine Grant | 1.15–                |                     | Yamuna Kemmerling                   |
| Principal Earl Ball           | Stephen Tobolowsky        | 2.02–                |                     | Hans Hohlbein                       |
| Susan Cinoman                 | Ana Gasteyer              | 2.02–                |                     | Irina von Bentheim                  |
| „Naked“ Rob Smith (JTP)       | Noah Munck                | 2.04–                |                     | David Turba                         |
| „Ladies Man“ Andy Cogan (JTP) | Matt Bush                 | 2.04–                |                     | Constantin von Jascheroff           |
| Dale Woodburn                 | Dan Bakkedahl             | 2.08–2.21 7.02–      |                     | Gerald Schaale                      |
| Ben „Pop Pop“ Goldberg        | Paul Sorvino              | 2.09                 |                     | Jürgen Kluckert                     |
| Ben „Pop Pop“ Goldberg        | Judd Hirsch               | 3.08–4.04 7.08–      |                     | Jürgen Kluckert                     |
| Johnny Atkins                 | Sean Marquette            | 3.02–                |                     | Nico Sablik                         |
| Carla Mann                    | Alex Jennings             | 3.02–                |                     | Josefin Hagen                       |
| Matt Bradley                  | Shayne Topp               | 4.15–                |                     |                                     |
| Dana Caldwell                 | Natalie Alyn Lind         | 1.05–3.15 7.02–7.14  |                     | Fridoline Domanowski Vivien Gilbert |
| Chad Kremp                    | Jacob Hopkins             | 1.08–3-12 6.04–7.18  | 4.13, 5.04 8.02     | Till Flechtner                      |
| Marvin Goldberg               | Dan Fogler                | 1.09–7.08            |                     | Lutz Schnell                        |
| Coach Rick Mellor             | Bryan Callen              | 1.19–6.12            | 7.11                | Karlo Hackenberger                  |
| „Madman“ Geoff Schwartz       | Sam Lerner                | 2.01–4.24            |                     | Christian Zeiger                    |
| Evelyn „Evey“ Silver          | Allie Grant               | 2.11–5.17            |                     | Lydia Morgenstern                   |
| Dan                           | Nate Hartley              | 2.12–7.12            |                     | Heiko Akrap                         |
| JC Spink                      | Zayne Emory               | 2.12–8.21            | 1.18–1.19           | Sebastian Kluckert                  |
| David Sirota                  | Sam Kindseth              | 2.13–6.16            |                     | Filipe Pirl                         |
| Rubén Amaro, Jr.              | Niko Guardado             | 3.16–6.23            |                     | Sebastian Kluckert                  |
| Taz Money                     | Quincy Fouse              | 3.20–5.21            |                     | Cedric Eich                         |
| Jackie Geary                  | Rowan Blanchard           | 4.19–5.21            |                     | Celina Gaschina                     |
| Jackie Geary                  | Alexis G. Zall            | 6.02–6.23            |                     | Celina Gaschina                     |
| Erica Valley                  | Alison Rich               | 5.01–6.20            |                     |                                     |
| Lauren ''Ren''                | Kelli Berglund            | 7.05–7.22            |                     |                                     |
| Lauren ''Ren''                | Carrie Wampler            |                      | 8.01, 8.03–8.04     |                                     |

### Gastbesetzung
| Rollenname                       | Schauspieler/in   | Gastrolle (Episode)          | Synchronsprecher/in                                        |
| -------------------------------- | ----------------- | ---------------------------- | ---------------------------------------------------------- |
| Coach Nick Mellor                | Bill Goldberg     | 5.03–                        |                                                            |
| Puchinski                        | Troy Winbush      | 1.01–3.07 5.22–8.03          | Frank Kirschgens                                           |
| Ari Caldwell                     | Jackson Odell     | 1.05–2.14                    | Florian Hoffmann (1. Stimme) Maximilian Artajo (2. Stimme) |
| Lexi Bloom                       | Virginia Gardner  | 1.06–1.23                    | Josephine Schmidt                                          |
| Drew Kemp                        | Tyler Stokes      | 1.08, 1.21, 3.10, 8.02       | Ricardo Richter                                            |
| Tyler Stansfield                 | Mason Cook        | 1.18–1.19, 2.02, 3.20        |                                                            |
| Roger McFadden                   | Joey Luthman      | 1.21, 1.23                   | Bastian Sierich                                            |
| Junkie auf dem Polizeirevier     | Charlie Sheen     | 2.14                         | Benjamin Völz                                              |
| Miss Taraborelli                 | Michaela Watkins  | 2.15, 2.19                   | Daniela Reidies                                            |
| Garry Ball                       | Nathan Gamble     | 2.18, 2.22, 3.02, 3.07, 3.14 | Sebastian Fitzner                                          |
| Sich selbst (Stimme aus dem Off) | Chuck Norris      | 3.05                         | Jürgen Kluckert                                            |
| Benjamin „Handsome Ben“ Bauman   | Froy Gutierrez    | 3.13, 3.19                   | Konrad Bösherz                                             |
| Vic                              | Cedric Yarbrough  | 3.16                         | Rainer Fritzsche                                           |
| Dana Caldwell                    | Natalie Alyn Lind | 4.24                         | Fridoline Domanowski Vivien Gilbert                        |
| Erica Valley                     | Alison Rich       | 7.17                         |                                                            |

## Ausstrahlung
Vereinigte Staaten
Nach Fertigstellung der Pilotepisode wurde am 10. Mai 2013 die Serie in Auftrag gegeben. Nach Ausstrahlung der ersten sechs Episoden wurde die Produktion der Serie auf eine volle Staffellänge von 22 Episoden erweitert. Im Mai 2014 verlängerte ABC die Serie um eine zweite Staffel, deren Episodenanzahl Ende Oktober 2014 von 22 auf 24 erhöht wurde. Im Mai 2015 verlängerte ABC die Serie um eine dritte Staffel. Im März 2016 wurde die Serie um eine vierte Staffel verlängert. Am 11. Mai 2017 verlängerte ABC die Serie um zwei weitere Staffeln. Am 11. Mai 2019 wurde die Serie um eine siebte Staffel verlängert. Am 21. Mai 2020 wurde die Serie um eine achte Staffel verlängert, welche in den Vereinigten Staaten vom 21. Oktober 2020 bis 19. Mai 2021 ausgestrahlt wurde. Im Mai 2021 wurde die Serie um eine neunte Staffel verlängert, die ebenfalls wieder 22 Episoden beinhaltet und von September 2021 bis Mai 2022 ausgestrahlt wurde. Im Mai 2022 wurde die Serie um eine zehnte Staffel verlängert.
Deutschland
In Deutschland wurde die erste Staffel vom 16. Februar bis zum 10. Mai 2016 in Doppelfolgen auf dem Disney Channel ausgestrahlt. Die Erstausstrahlung der zweiten Staffel war ab dem 17. Mai 2016 auf demselben Sender zu sehen, wurde jedoch schon ab der fünften Episode vom Pay-TV-Sender Universal Channel abgelöst, da dieser die Folgen täglich ausstrahlte. Die Erstausstrahlung der dritten Staffel erfolgt gleich im Anschluss ab dem 9. Juni 2016 auf dem Universal Channel. Seit dem 19. Juli 2023 läuft die Serie auf ProSieben beginnend mit der 8. Staffel.